# Fabian Barbiero
Fabian Barbiero (* 2. Mai 1984 in Adelaide) ist ein australischer Fußballspieler italienischer Abstammung. Der Mittelfeldspieler steht beim A-League-Klub Adelaide United unter Vertrag.

## Karriere
Nach mehreren Stationen in der South Australian Premier League, der höchsten Spielklasse des Bundesstaates South Australia, kam Barbiero in der Saison 2007/08 zu mehreren Kurzzeitverträgen bei Adelaide United als Ersatz für verletzte Spieler. Zur folgenden Saison erhielt er einen Ein-Jahres-Vertrag bei Adelaide und entwickelte im zentralen Mittelfeld zum Stammspieler. Er erreichte mit Adelaide das Finale der AFC Champions League 2008, kam bei den beiden Finalniederlagen gegen Gamba Osaka aber nicht zum Einsatz. Durch den Finaleinzug im kontinentalen Wettbewerb, qualifizierte sich Adelaide für die FIFA-Klub-Weltmeisterschaft 2008, bei der Barbiero in zwei Partien in der Startelf stand.
Im Preliminary Final der A-League-Saison 2008/09 erzielte Barbiero gegen Queensland Roar per Weitschuss den 1:0-Siegtreffer und sicherte seinem Team den Finaleinzug. Es blieb der einzige Treffer Adelaides in der Play-off-Phase, im Finale unterlag man Melbourne Victory mit 0:1.
Für das Qualifikationsspiel am 5. März 2009 gegen Kuwait im Rahmen der Asienmeisterschaft 2011, nominierte Nationaltrainer Pim Verbeek Barbiero erstmals in die australische Nationalelf. Bei der 0:1-Niederlage kam er als Einwechselspieler zum Einsatz.